# Valanga sjostedti
Valanga sjostedti is een rechtvleugelig insect uit de familie veldsprinkhanen (Acrididae). De wetenschappelijke naam van deze soort werd voor het eerst geldig gepubliceerd in 1923 door Boris Petrovich Uvarov.